# Габор Балог (п'ятиборець)
Габор Балог (угор. Balogh Gábor, 5 серпня 1976, Будапешт) — угорський п'ятиборець. Срібний медаліст на олімпійських іграх у Сіднеї (2000), восьмиразовий переможець чемпіонату як індивідуально, так і у складі команди. 

## Спортивна кар'єра
Двічі (1999, 2001) був обраний як представник Угорщини на індивідуальних змаганнях та в обидвох випадках здобув золоту медаль.
Срібний призер олімпійських ігор у Сіднеї (2000).
Восьмиразовий золотий, тричі срібний та бронзовий призер чемпіонату світу.
Десятиразовий золотий, тричі срібний та бронзовий призер чемпіонату Європи.